# Аршак II (опера)
«Арша́к II» — первая армянская национальная опера Тиграна Чухаджяна. «Аршак II» (1868 год) стала первой оперой в истории музыкальной культуры Востока. Автор либретто — Товмас Терзян.

## История создания
Опера «Аршак II» — первая армянская национальная опера и крупнейшее произведение Чухаджяна. Работу над оперой композитор закончил в 1868 году в Константинополе, автор итальянского либретто поэт и драматург Товмас Терзян (армянское либретто было создано в 1945 году), опера издана в 1871 году. По своему стилю либретто Терзяна относится к лирико-драматическому жанру. Записка о завершении оперы в книге Терзяна на итальянском языке обозначила рождение армянской национальной оперы.

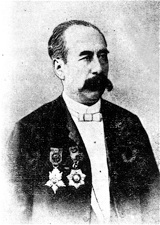
Тигран Чухаджян

Первая постановка осуществилась 10 марта 1868 года (произведение исполнялось в отрывках) в театре «Наум» итальянской оперной труппой. Композитор планировал поставить оперу целиком в следующем 1869 году, однако как из-за неблагоприятных условий Османской империи, так и из-за отсутствия нужных материальных ресурсов, осуществить эту идею не удалось. При жизни автора отдельные номера из оперы звучали в концертном исполнении в Константинополе (исполнялось под названием «Олимпия»), Венеции и Париже. В 1873 году фрагменты из оперы были представлены в Всемирной выставке в Вене.

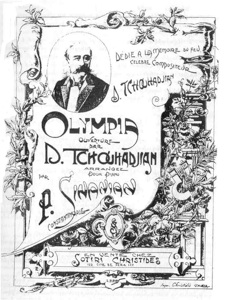
Первая страница фортепианной транскрипции увертюры оперы «Аршак II» изданной в Константинополе в 1900 году под заглавием «Олимпия»

Монументальный «Аршак II» написан в традициях итальянской историко-романтической оперы первой половины XIX века — Россини, Беллини и особенно раннего Верди. Воплощая лирическую идею либретто, Чухаджян тонко раскрывает также героические и драматические линии оперы. Главные действующие лица ― царь Великой Армении Аршак II, царица Олимпия, княгиня Парандзем, князья Гнел, Тирит и другие. Сюжет из истории Армении основан на сведениях древнеармянских историков Мовсеса Хоренаци и Фавстоса Бузанда. Действия разворачиваются в 365—367 годах в Армавире в эпоху сложных взаимоотношений Великой Армении, Персии и Рима. Музыкально-литературной идеей опера отражает также стремление армянского народа XIX века к национальному и социальному освобождению. По своему жанру «Аршак II» относится к европейской «большой опере» (Grand opera), где используется большой симфонический оркестр, хоровой и духовой ансамбль, развёрнутые массовые сцены.
После смерти Чухаджяна его оригинальные рукописи были отправлены в Армению в 1920 годах его вдовой А. Абазян. Они были обнаружены музыковедом Г. Тиграновым в 1942 году, после чего началась вторая жизнь этого произведения. Целиком опера была представлена широкой публике 29 ноября 1945 года. Для новой постановки А. Гулакяном было написано новое либретто оперы на армянском языке, дирижёром выступил М. Тавризян. «Аршак II» был поставлен в Неаполе, Вене и других городах мира. В 1956 году опера была поставлена в Большом театре Москвы. В 2001 году «Аршак II» был поставлен в США. В 1988 году опера была экранизирована.
Музыкальный руководитель оперы Сан-Франциско, музыковед Клифорд Кранна пишет об «Аршаке II»:

«Своими бесподобными дворцовыми переворотами, попытками убийства и любовной враждой опера „Аршак II“ предлагает всё, что можно ожидать от настоящей драмы.»
Говоря об «Аршаке II», музыкальный критик Д. Стивенс отмечает влияние итальянской оперы середины XIX столетия, подчеркивая сильную лирическую выразительность произведения и идиому с творчеством Верди.

## Сюжет

Издание партитур оперы «Аршак II»

### Действие первое
Картина первая. 
Царь Великой Армении Аршак Второй после победы над персидским царем Шапухом возвращается в столицу. Во дворце он приветствует всех, желая народу славы и почестей. Главнокомандующий обещает разгромить войско врага во славу родины. Католикос Нерсес благословляет победителей. Народ ликует. 
Царя встречает княгиня Парандзем. По причине смерти своего мужа она в трауре. Княгиня просит царя разрешить ей возвратиться на родину – в Сюник. Князь Тирит любит Парандзем и хочет, чтоб она осталась во дворце. 
Царица Олимпия также приветствует Аршака – победителя врагов Армении и Византии. Олимпию провожают послы императора Валента. Царь откладывает встречу с ними.
Народ прославляет род Аршакуни и Мамиконянов.
Картина вторая. 
Княгиня Парандзем опять просит царя разрешить ей возвратиться в Сюник. Она не может остаться там, где всё напоминает о её любимом муже князе Гнеле, который был убит по приказу царя, своего же брата. Аршак объясняет ей, что Гнел был убит из-за предательства: он организовал заговор с Византийским императором против своей родины и царя. 
Не доверяя жене предателя и желая предотвратить заговор в Сюнике, Аршак приказывает построить для Парандзем роскошный дворец. 
Караульный Тирит следит за каждым шагом царя. Он готов помочь персидскому царю Шапуху. Таким способом он взойдёт на трон и овладеет Парандзем. 
Приходят царица Олимпия и князь Спандарат, который сообщает Олимпии, что царь нарочно не принимает послов императора Валента и что он неравнодушен к Парандзем. Спандарат советует царице изгнать Парандзем из дворца. Только так можно заново завоевать сердце царя. Олимпия не может смириться с мыслью о том, что Аршак не любит её.

### Действие второе
Картина третья. 
Несколько нахараров (министров) во главе с князем Тиритом готовят заговор против царя. Они ждут помощи от персидского царя Шапуха и предателя Меружана. 
Княгиня Парандзем оплакивает свою судьбу. Тирит сообщает Парандзем, что, оставаясь во дворце, она стала заложницей царя. А он, Тирит, готов стать цареубийцей и сделать Парандзем царицей. Это предложение возмущает Парандзем. 
Входит царь Аршак. Он знает о заговоре Тирита и интересуется, о чем они разговаривали. Тирит признается царю, что любит Парандзем. Аршаку уже ясно, что Тирит - сообщник князя Гнела и что он предал его, желая завоевать любовь княгини Парандзем. 
Вводят персидского пленника, через которого заговорщики отправили письмо персидскому царю Шапуху. Раскрыто предательство Тирита. Разоблачённого предателя Аршак велит казнить.

### Действие третье
Картина четвёртая. 
Аршак беседует с Драстаматом. Аршак слышал о новом заговоре, который возглавил князь Спандарат. В темноте он заметил Парандзем. Она взволнована. Её окружает только коварность, заговоры, а царь для неё - жестокий, грозный и ужасно деспотичный человек, которого все почитают только из страха. Аршак объясняет, что он жесток только с предателями и заговорщиками. 
Аршак из укрытия показывает Парандзем предателей-нахараров, среди которых и царица Олимпия. Князь Спандарат уговаривает царицу попросить Византийского императора Валента внезапной войной разгромить могущество Аршака и подчинить его. Только так Олимпия может вернуть любовь Аршака. Следуя коварному совету, Олимпия клянётся спровоцировать войну между Византией и Арменией.
Царь приказывает Драстамату арестовать заговорщиков. Он предчувствует новую интригу. Он раскрывает свои чувства перед княгиней Парандзем, которая уговаривает его помиловать царицу.
Картина пятая. 
Храм. По просьбе католикоса Нерсеса царь помиловал царицу и предавших нахараров. 
Католикос благословляет народ и наставляет заговорщиков забыть все козни, поклясться быть верным царю и родине. Только так в стране станет господствовать мир.

### Действие четвёртое
Картина шестая. 
Трубы оповещают о начале пира в честь примирения. В Сюнике праздник. 
Князь Спандарат даёт Олимпии бокал с отравленным вином. Царица преподносит бокал Аршаку и просит выпить в знак примирения. Мрачные предчувствия терзают княгиню Парандзем. Подойдя к царю, она просит разрешить ей выпить из бокала. Будучи уверенной, что в бокале настоящее вино, Олимпия сама пьёт и передаёт бокал Аршаку. Внезапно Олимпия бросается к царю и просит не пить вино. 
Царь запрещает присутствующим удалиться и приказывает арестовать Спандарата. 
Олимпия умирает. 
Спандарат признаётся в своей вине. Его казнят. 
Царь непоколебим даже перед смертью и опасным заговором. Он предлагает вновь налить бокалы. Княгиня Парандзем спасла ему жизнь. Аршак предлагает тост за неё.
Народ снова окружает своего царя, объединившего Великую Армению.
http://www.opera.gdevelopment.org/ru/performance-arshak_b.html

## Действующие лица
Главные действующие лица оперы.
- Аршак II — царь Великой Армении
- Вардан — солдат Аршака
- Парандзем — принцесса Сюника, супруга Гнела
- Гнел — принц Сюника, брат Аршака
- Валенсия — принц Сюника, командующий армянской армией
- Олимпия — принцесса Великой Армении, дочь Римского императора
- Нерсес — католикос Великой Армении
- Полисена
- призрак царя Тирана
- призрак Аршака / сын Олимпии

## Либретто

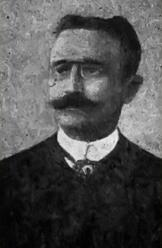
Автор либретто Товмас Терзян

Опера состоит из 4 актов.

### Действие 1
Аршак II возвращается с войны. Принц Тирит делает попытку убить царя.

### Действие 2
Солдаты Аршака II арестовывают принца Тирита.

### Действие 3
Царь Аршак отправляет свою супругу — принцессу Олимпию в тюрьму. Аршак II прощает изменников.

### Действие 4
Принц Спандарат пытается отравить царя Аршака.

## Музыка
- Фрагмент из арии Аршака II в исполнении Арташеса Айряна
- Фрагмент из оперы «Аршак II»
- Фрагмент из оперы «Аршак II»